# Andreaea appendiculata
Andreaea appendiculata är en bladmossart som beskrevs av W. P. Schimper in B.S.G. 1855. Andreaea appendiculata ingår i släktet sotmossor, och familjen Andreaeaceae. Inga underarter finns listade i Catalogue of Life.